# Xestoblatta hamata
Xestoblatta hamata är en kackerlacksart som först beskrevs av Giglio-Tos 1898.  Xestoblatta hamata ingår i släktet Xestoblatta och familjen småkackerlackor. Inga underarter finns listade i Catalogue of Life.